# Colius striatus
L'uccello topo marezzato (Colius striatus J.F.Gmelin, 1789) è un uccello appartenente alla famiglia Coliidae, diffuso in gran parte dell'Africa subsahariana.

## Distribuzione e habitat
L'uccello topo marezzato è distribuito dal Camerun orientale fino all'Eritrea e all'Etiopia, a sud attraverso l'Africa orientale fino al Sudafrica meridionale ed è diffuso in tutta la Tanzania. La maggior parte degli habitat è adatta a questa specie, ad eccezione delle foreste pluviali e delle zone più aride. Questo uccello topo predilige gli habitat con boscaglia aperta. È diffuso nelle savane e nei boschi aperti, nonché nelle aree con cespugli intricati. È un comune "uccello da cortile", spesso osservato nelle aree urbane che ospitano giardini e frutteti.

## Tassonomia
Questa specie è suddivisa in diciassette sottospecie:
- Colius striatus striatus J.F.Gmelin, 1789 - sottospecie nominale
- Colius striatus nigricollis Vieillot, 1817
- Colius striatus leucophthalmus Chapin, 1921
- Colius striatus leucotis Rüppell, 1839
- Colius striatus hilgerti Zedlitz, 1910
- Colius striatus jebelensis Mearns, 1915
- Colius striatus mombassicus Van Someren, 1919
- Colius striatus kikuyensis Van Someren, 1919
- Colius striatus cinerascens Neumann, 1900
- Colius striatus affinis Shelley, 1885
- Colius striatus berlepschi Hartert, 1899
- Colius striatus kiwuensis Reichenow, 1908
- Colius striatus congicus Reichenow, 1923
- Colius striatus simulans Clancey, 1979
- Colius striatus integralis Clancey, 1957
- Colius striatus rhodesiae Grant, 1938
- Colius striatus minor Cabanis, 1976